# 日本製鉄九州製鉄所
日本製鉄九州製鉄所（にっぽんせいてつきゅうしゅうせいてつしょ）は、日本製鉄の製鉄所である。2020年4月1日に、八幡製鉄所、大分製鉄所及び光チタン部を統合して発足した。従業員数は5,666人となっている（2021年3月31日時点）。
八幡地区(戸畑)、八幡地区(小倉)、大分地区(大分)に分かれており、それぞれの所在地は次の通りである。
- 八幡地区(戸畑) - 福岡県北九州市戸畑区飛幡町1番1号
- 八幡地区(小倉) - 福岡県北九州市小倉北区許斐町1番地
- 大分地区(大分) - 大分県大分市大字西ノ洲1番地

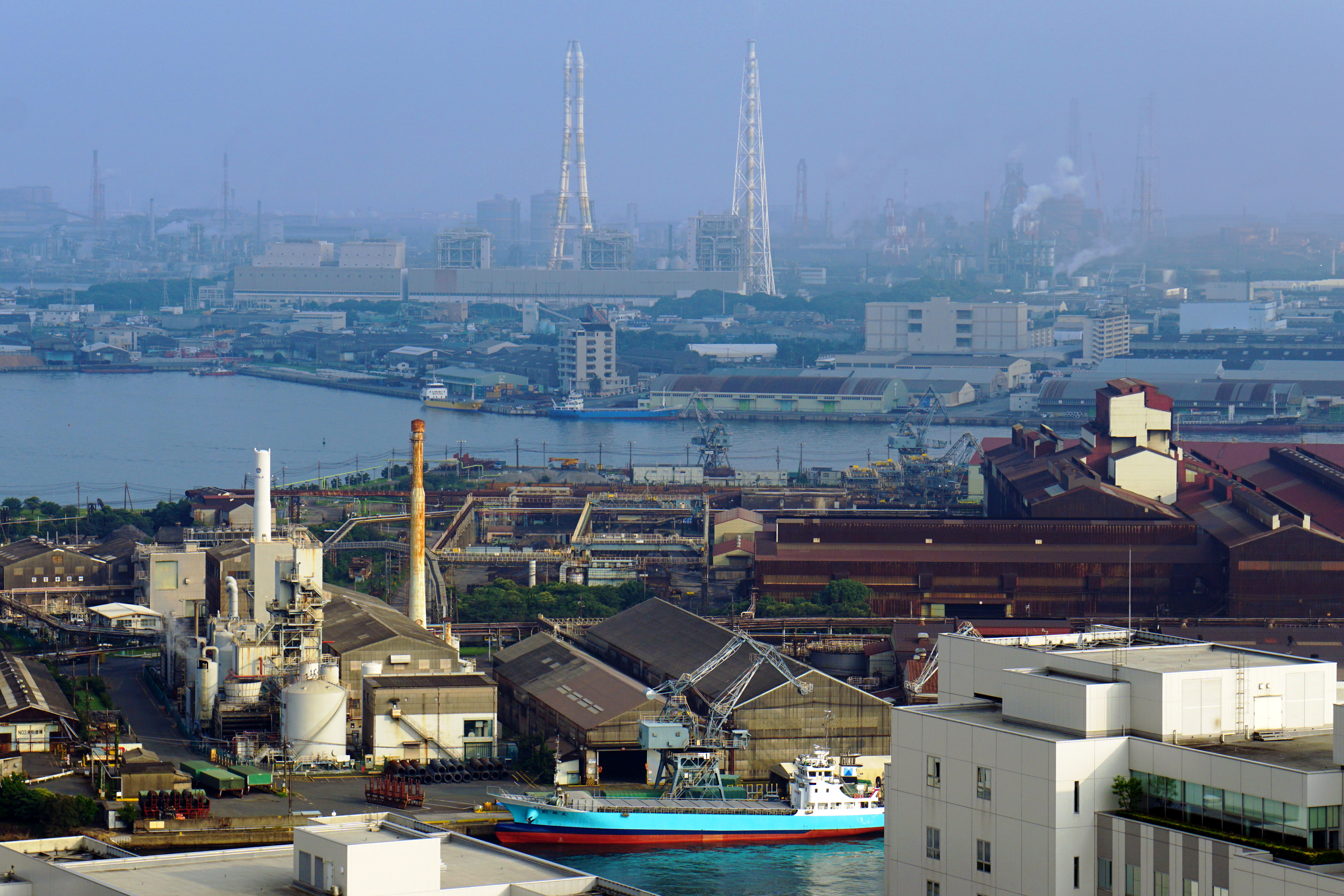
八幡地区

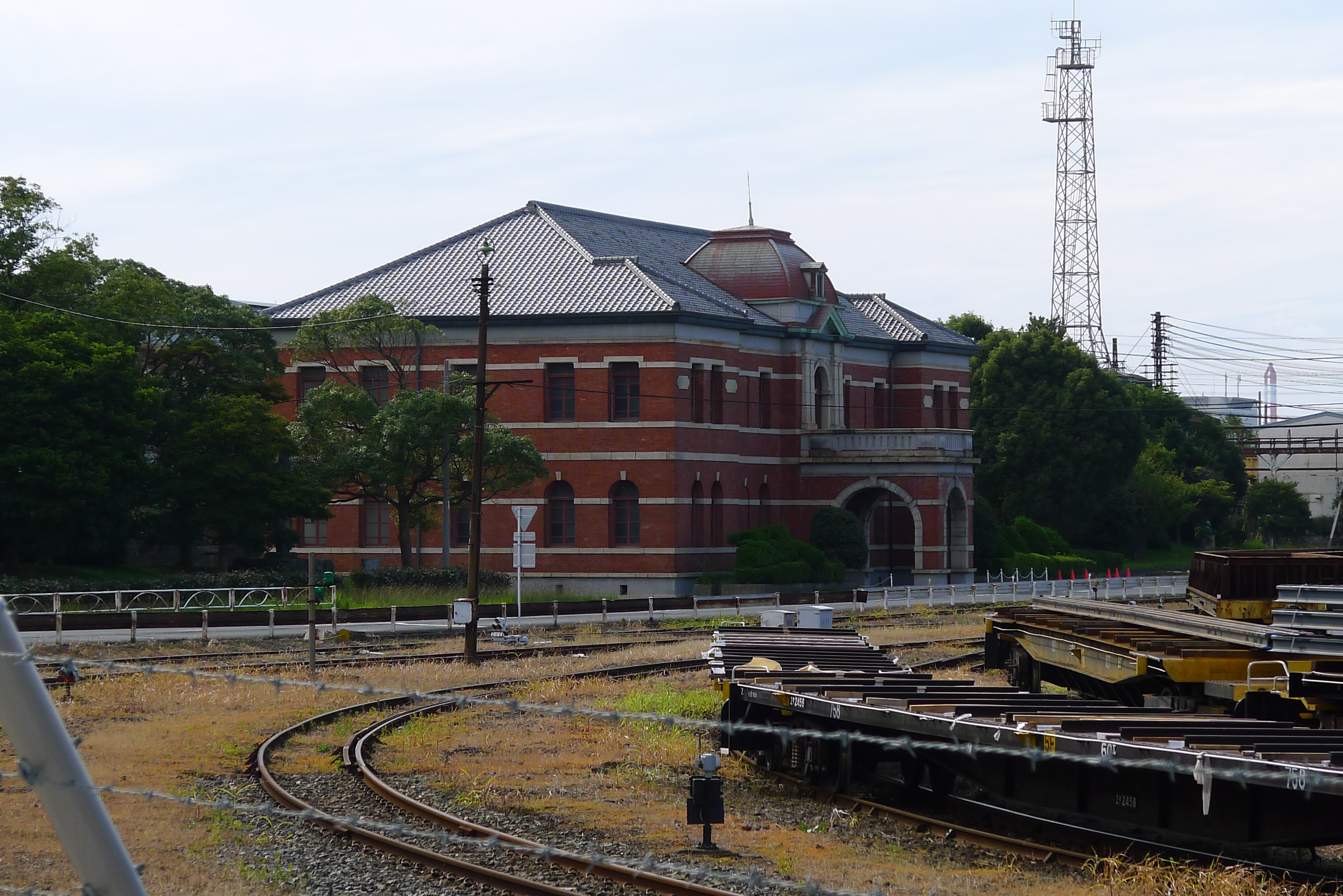
世界遺産の旧本事務所

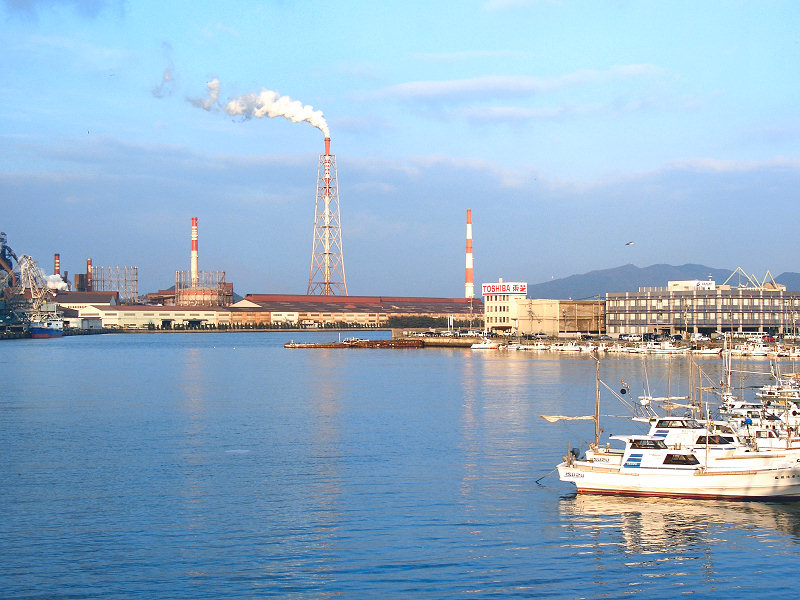
国道199号紫川大橋からみた小倉地区（奥）

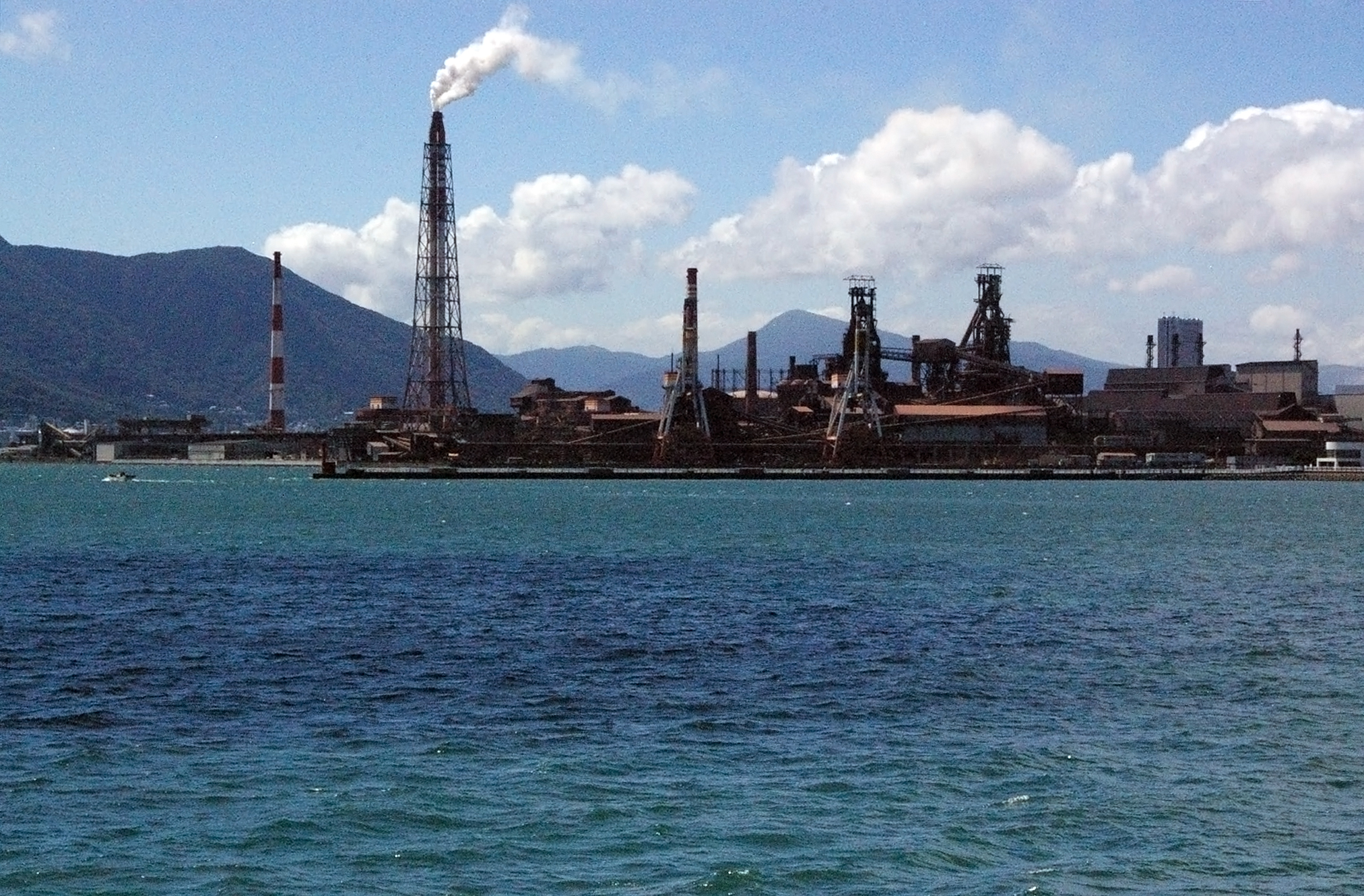
日明港より

## 八幡地区
八幡地区は、官営八幡製鐵所（福岡県北九州市八幡東区）からの歴史があり、2012年10月1日、新日本製鐵と住友グループの御三家の一角である住友金属工業が合併して発足した新日鐵住金（2019年4月より日本製鉄）の製鉄所となった。小倉地区は、1916年に竣工した東京製鋼株式会社小倉製鋼所をルーツとし、統合前は新日鐵住金小倉製鉄所であった。2014年4月1日に八幡製鉄所の小倉地区とした。
八幡製鉄所のうち、旧本事務所、修繕工場、旧鍛冶工場（福岡県北九州市）、遠賀川水源地ポンプ室（福岡県中間市）の4資産が「明治日本の産業革命遺産 製鉄・製鋼、造船、石炭産業」（全23資産）の構成資産として世界遺産に登録されている。

### 概要

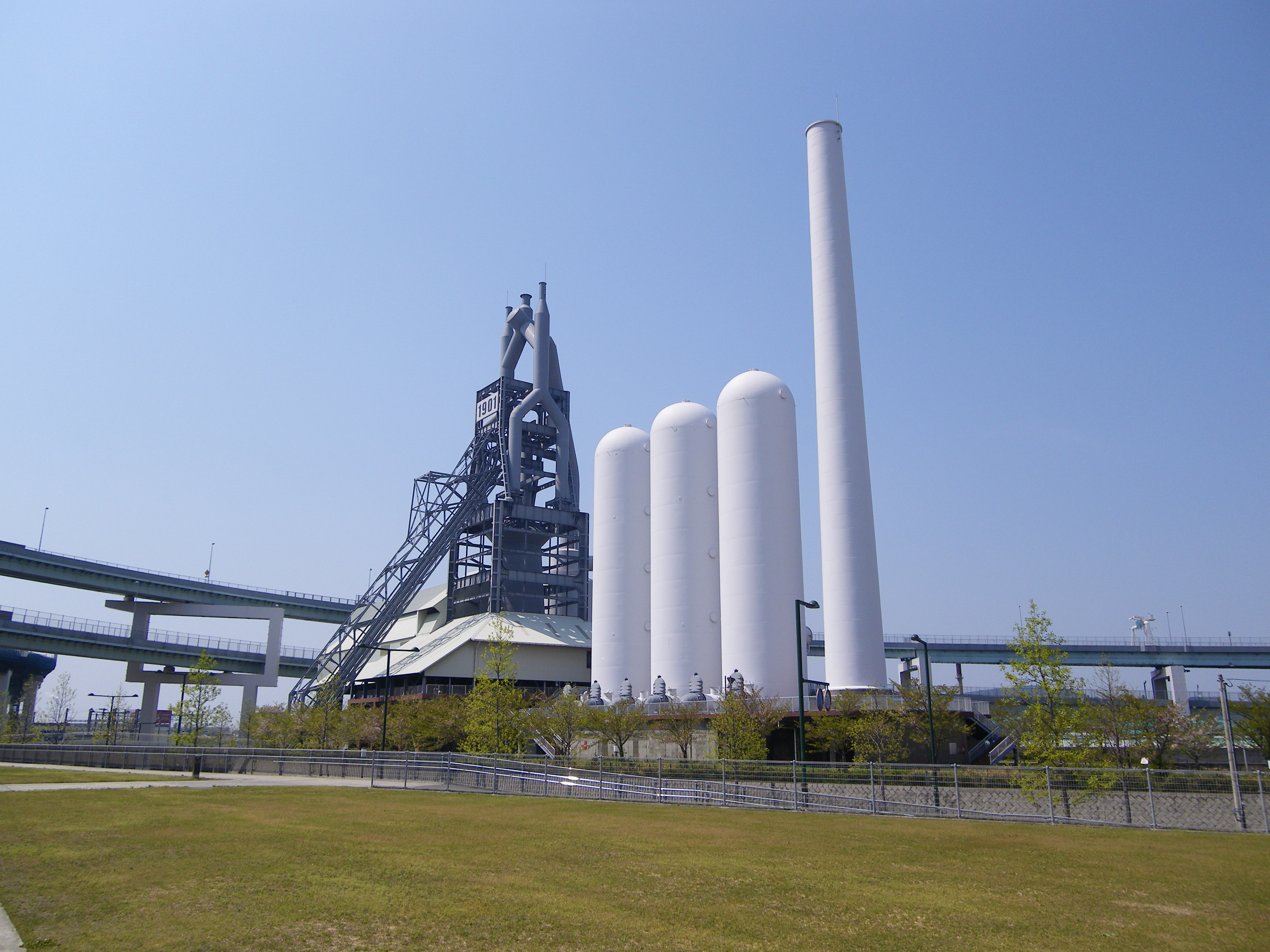
東田第一高炉跡。「1901」は操業開始の1901年を表す

八幡地区は、1901年の明治時代に操業を開始した官営の製鉄所を前身とする。1887年（明治20年）から操業を続ける釜石鉱山田中製鉄所に続き、日本国内で2番目の製鉄所であった。第二次世界大戦前には日本の鉄鋼生産量の過半を製造する国内随一の製鉄所であった。1934年（昭和9年）には官営製鉄所が中心となって民間業者と合同して日本製鐵（日鉄）が発足。戦後の1950年（昭和25年）に日鉄は解体され八幡製鐵所は八幡製鐵に属すが、1970年（昭和45年）の八幡製鐵と富士製鐵の合併による新日本製鐵（新日鉄）発足に伴い、同社の製鉄所となった。
2012年（平成24年）10月、新日鉄と住友金属工業の合併による新日鐵住金発足に伴い、同社の製鉄所となる。
官営時代から日鉄時代にかけては鋼板類や条鋼類、兵器材料の特殊鋼など多品種の鋼材を製造していたが、八幡製鐵・新日鉄時代に他の製鉄所が強化されていくにつれて生産品種も減少し、現在では表面処理鋼板や電磁鋼板を始めとする薄鋼板と、一部の条鋼・鋼管の製造拠点となっている。

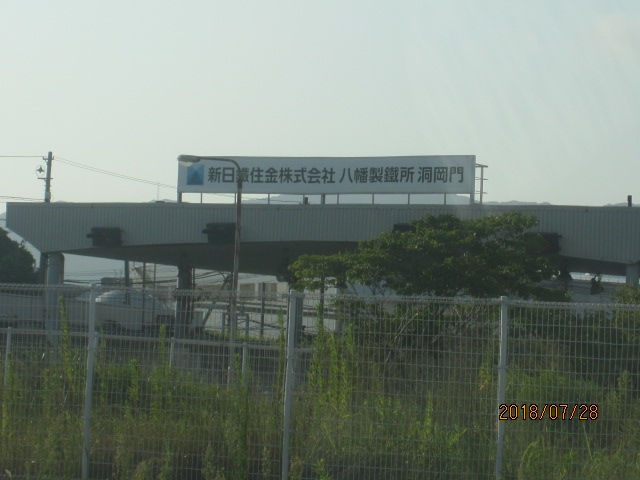
八幡製鉄所洞岡門

小倉地区は、1916年（昭和16年）に竣工した東京製綱株式会社小倉製鋼所をルーツとし、統合前は、新日鐵住金小倉製鉄所であった。高炉から棒鋼・線材などの圧延鋼材を作る専門の工場である。
2014年（平成26年）4月、新日鐵住金小倉製鉄所を吸収統合し、再編成した。さらに2019年（平成31年）4月に日本製鉄商号変更により、日本製鉄八幡製鉄所となった。
粗鋼生産量（2012年）は、八幡製鉄所と小倉製鉄所の統合前の水準で、八幡側が年間355万トン、小倉側が年間124万トンとなっている
。 敷地面積は1,112万平方メートルとなっている（2016年3月31日時点）。従業員数は3,548 人（2019年3月31日時点）。

### 設備と製品

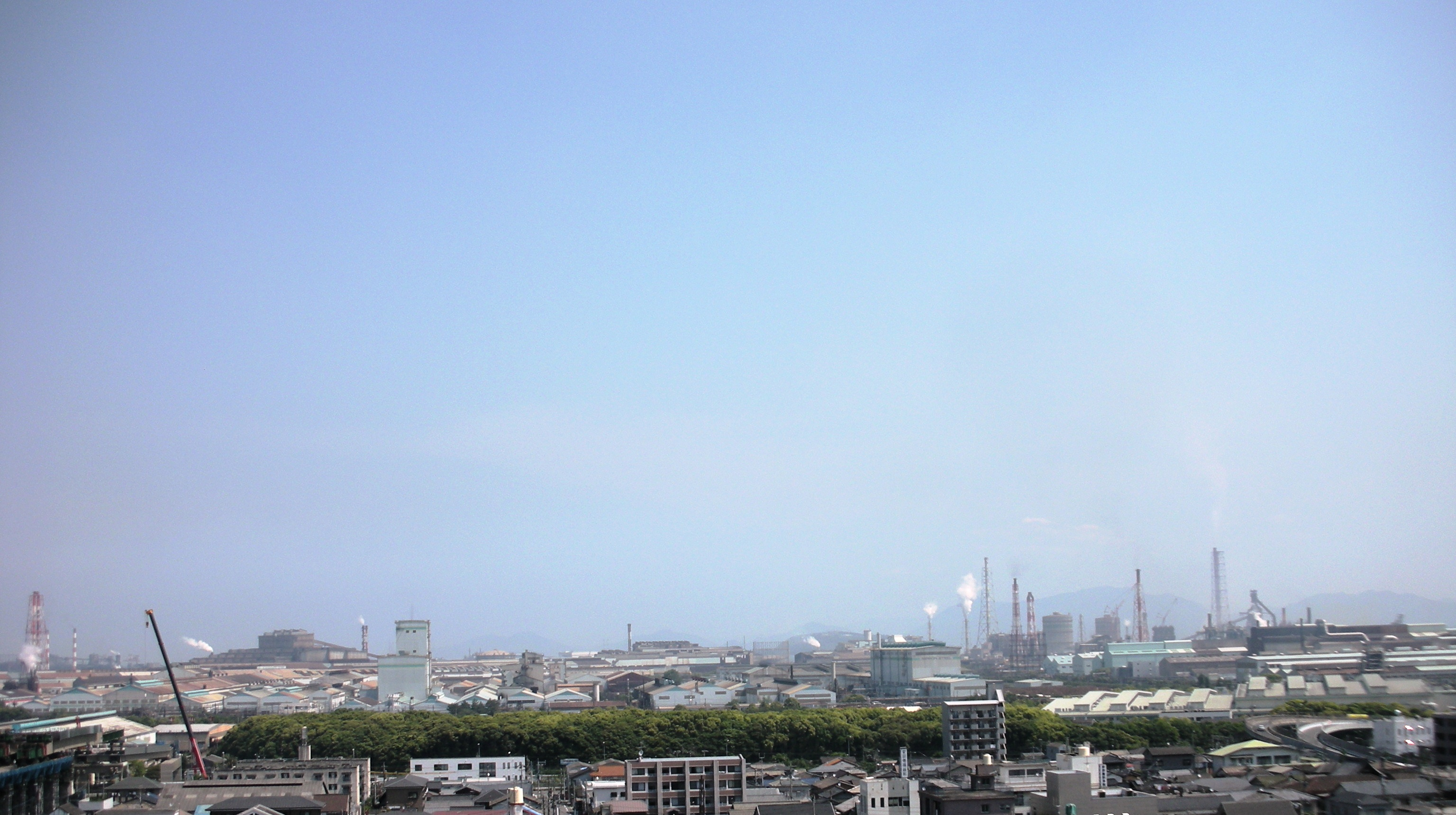
八幡製鉄所戸畑地区遠景

北九州市戸畑区の戸畑地区（旧・戸畑構内）、八幡東区の八幡地区（旧・八幡構内）と、旧小倉製鉄所にあたる小倉北区の小倉地区に分かれている。主要な設備や総合センター（旧・本事務所）は戸畑地区に存在する。
戸畑・八幡両地区は、約6 km（キロメートル）の専用鉄道（くろがね線）で繋がる。
鉄鉱石を原料に銑鉄を製造する、製鉄所の中心設備である高炉は戸畑構内にある。現在では炉内容積4,250m3の戸畑第4高炉のみ操業している。かつては八幡の東田・洞岡にも高炉があった。銑鉄を製鋼し粗鋼とする転炉は2基あり、粗鋼を鋼片に鋳造する連続鋳造設備は3基稼動する。これらの製鋼工程も戸畑構内で行われる。
圧延工程は戸畑・八幡のどちらにも存在し、鋼片を熱間圧延（熱延）し薄鋼板の一種熱延鋼板を圧延するラインは1つあり、熱延鋼板を冷間圧延（冷延）し冷延鋼板とするラインは3つある。鋼板にめっき加工を行うラインはブリキ用・ティンフリースチール用・亜鉛めっき鋼板（溶融めっき・電気めっき双方）用などがある。これらの薄鋼板用の設備は戸畑地区にあるが、電磁鋼板用のラインは古くから八幡地区にある。熱延鋼板を原板とするスパイラル鋼管の工場は戸畑地区にある。また、八幡地区には条鋼工場があり、軌条（レール）と鋼矢板がここで圧延されている。
八幡地区にはかつて厚板工場があり厚鋼板を製造していたが、ステンレス鋼厚板専用となり2003年（平成15年）から新日鐵住金ステンレスに移管され同社の八幡製造所となっている。なお、ステンレス鋼の粗鋼や一部の薄板は現在でも八幡製鐵所の設備で生産されている。2014年（平成26年）には、長さ150mの鉄道用レール（従来品は標準で25mないし50m）を出荷する設備を整備。出荷を始めた。
日鉄ステンレスの他にも、八幡製鉄所の構内・周囲には日鉄ケミカル&マテリアル九州製造所や日鉄高炉セメント工場、大和製罐新戸畑工場、東邦チタニウム八幡工場、黒崎播磨八幡工場など、八幡製鉄所の部門を起源とする工場や日本製鉄グループ企業の工場が存在する。
鉄鋼分野の設備ではないが、日本製鉄の発電事業（IPP）用の火力発電所があり、戸畑共同火力が運営している。九州電力への電力の卸供給拠点となっている。
小倉地区での主な生産品は、
- 棒鋼
  - 太丸鋼 - 鍛造品、フランジ、ギヤ
  - 異形棒鋼 - 土木・建設用鉄筋
  - 太角鋼 - 一般構造材、トラック用部品
  - 角鋼 - 自動車部品、建設機械部品
  - 平鋼 - 板ばね、自動車部品
  - 丸鋼 - 自動車部品、建設機械部品
- 線材 - 冷間鍛造部品、磨棒鋼 
  - 中間加工線材 - 自動車部品、建設機械部品
  - バーインコイル - 冷間鍛造品部品、磨棒鋼
  - PC鋼棒 - コンクリート製品の補強

### 沿革

#### 官営製鐵所時代

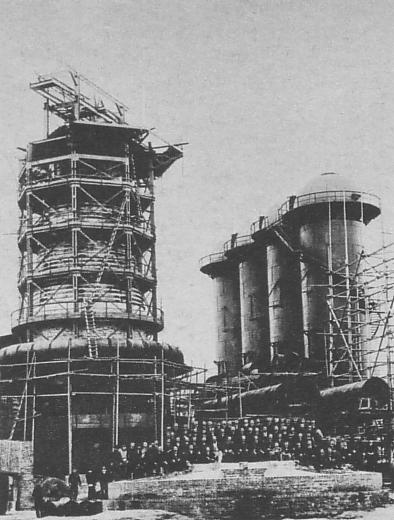
官営八幡製鐵所

明治政府の殖産興業のスローガンの元、日清戦争に勝利した日本は、1895年（明治28年）に製鉄事業調査会を設置し、翌1896年（明治29年）3月30日の製鉄所官制を発布した。そして1897年（明治30年）に着工、1901年（明治34年）2月5日に東田第一高炉で火入れが行われる。この操業に当たっては先に国内初の成功を収めていた釜石鉱山田中製鉄所から選抜派遣された7人の高炉作業者が派遣されている。同年11月18日には東京から多数の来賓を迎えて作業開始式が祝われた。建設費は、日清戦争で得た賠償金で賄われている。八幡村（現・北九州市八幡東区）が選ばれたのは、軍事防衛上や原材料入手の利便性などが挙げられており、特に筑豊炭田から鉄道や水運で石炭を大量・迅速に調達できるメリットが大きかった。当時は、単に製鐵所と呼んでいた。
当時の日本には近代的な製鉄事業に必要な知識経験がないため、最新技術を採用するという方針で欧米の事情が調査され、その結果、ドイツのオーバーハウゼン市にあるグーテホフヌンクスヒュッテ (GHH) に設計が依頼された。操業も、高い給料で多数のドイツ人技師を雇用した上で開始されている。しかし、当初はコークス炉がなく、使用した鉄鉱石の性質も欧州とは異なるため、銑鉄の生産が予定の半分程度にとどまり、計画した操業成績をあげることができなかった。それに伴い赤字が膨れ上がり、遂に1902年（明治35年）7月に操業を停止する事態となった。そこで、政府は調査委員会を設置し、その検討をもとに、コークス炉を建設し、原料も精選する方針が立てられた。
その後、1904年（明治37年）2月に日露戦争が勃発し、鉄の需要が急激に増えた。政府は、コークス炉の完成を受けて製鐵所の操業再開を決め、4月6日に第2次火入れが行われたが、わずか17日間で操業停止に追い込まれた。そこで釜石鉱山田中製鉄所の顧問である東京帝国大学工学部元教授・野呂景義に原因調査が依頼された。炉内をより高温に保つため、高炉の形状を改め、操業方法も改善するという野呂の提案を受け、高炉が改造され、7月23日に第3次火入れが行われた。この改良は成功し、その後は順調に操業を進めて、多くの銑鉄を得ることができた。そして、翌年の2月25日には、以前から建設が進められていた東田第二高炉に火入れが行われ、銑鉄の生産量がほぼ2倍になった。
戦争が終わると今度は民間から鉄の需要が増え、技術革新、重工業の発展に伴う需要増加に応えるため、第一期拡張工事（1906年 - 1910年）、第二期拡張工事（1911年 - 1915年）、そして第一次世界大戦で大幅に増えた鉄鋼需要に応え、第三期拡張工事（1917年）、1927年（昭和2年）には年間銑鉄生産量年100万トン計画が立案され、海に築く製鉄所の先駆けとなった洞岡高炉群の建設決定（1938年（昭和18年）完成）と、次々と拡張していき、国内の大半の需要を八幡製鐵所が賄うようになった。
当初は農商務省管轄だったが、農商務省の分割によって1925年（大正14年）に商工省管轄となり、それは1934年（昭和9年）の日本製鐵発足まで続いた。

#### 日本製鐵時代
第一次世界大戦後の不況により、製鉄企業の合理化が推し進められ、1934年1月29日に日本製鐵株式會社法により、官営製鐵所・九州製鋼・輪西製鐵・釜石鉱山・富士製鋼・三菱製鐵・東洋製鐵の官民合同で日本製鐵株式會社（日鉄）が設立された。この時官営製鐵所の名称が八幡製鐵所へと変更された。一連の出来事は製鉄大合同と呼ばれ、国内のシェアのほとんどを日鉄が占めることとなった。
日鉄になっても拡張が続けられ、1936年の珪素鋼板工場作業開始、1937年2月15日には日本最初の日産1000トン高炉である洞岡第三高炉火入れ、初の日鉄式コークス炉である洞岡第五コークス炉作業開始と、日鉄の中心となっていた。
第二次世界大戦中は、1941年の航空機用鋼増産や翌年の重要事業所認定など日本鉄鋼業界の中心であったため連合国軍の爆撃目標となり執拗な爆撃を繰り返されたが製鉄所は高炉の火を守り通した（八幡空襲）。しかし、終戦間際の1945年には燃料不足によって二つの高炉が稼動停止する事態となった。
戦後は原燃料の不足や国内情勢の混乱などにより日本の鉄鋼業界は壊滅状態であったが、1946年に八幡製鐵所での集中生産が開始された。1949年に連合国軍最高司令官総司令部の要請の元、アメリカ合衆国の第一線技術者が八幡製鉄所に派遣された。日本からもアメリカへの技術調査団を派遣し、その後の鉄鋼業界の発展に一役買った。

#### 八幡製鐵時代
1950年4月に「過度経済力集中排除法」により日鉄は八幡製鐵・富士製鐵など4社に分割され、八幡製鐵所は八幡製鐵が所有することとなった。
1950年から1956年までの第一次合理化計画で、世界銀行の援助を受けながら、世界最大の50トン転炉建設など工場の近代化に努めた。1958年には戸畑製造所が発足、翌年東洋一の高炉が完成するなど、以後八幡地区から戸畑地区への移行が進んでいく。

#### 新日本製鐵時代
1970年3月31日に八幡製鐵と富士製鐵が合併し、新日本製鐵株式會社が発足する。合併後は、「八幡マスタープラン」と呼ばれる目標を作り、八幡地区から戸畑地区への鉄源集約や最新機器を取りそろえた工場へと変貌していった。
1972年には東田第一高炉が休止され、製鉄上工程は全て八幡地区から戸畑地区に集約。1990年に本事務所を八幡地区（枝光）から戸畑地区（飛幡町）へ新築移転するなど、さらに戸畑地区への集約が進んだ。1991年、八幡地区にあった第三技術研究所は千葉県富津市の総合技術センターに移転集約された。
新日鉄の粗鋼生産の中心は新鋭の君津製鉄所や大分製鉄所に移行していったが、北九州市近郊にトヨタ自動車九州、日産自動車九州、ダイハツ九州など自動車工場が多く建設されたこともあり、現在では高級・多品種の生産拠点として、自動車産業等を支えている。

#### 小倉地区
1916年に竣工した東京製綱株式会社小倉製鋼所をルーツとし、1918年に浅野総一郎（浅野財閥）が買収し株式会社浅野小倉製鋼所となった後、戦後は住友金属工業（住金）に買収され、九州で唯一の拠点となった。住金が経営不振から再建を目指す過程で、地域分社され再度独立企業の「住友金属小倉」となったが、親会社となった住金が2012年10月に同じ北九州市発祥の新日鐵と合併するにあたり、住金自体が法人としては消え去ることになり、再び住金が分社化した小倉製鉄所を本体に吸収した。

#### 新日鐵住金時代
2012年10月1日に新日鐵と住友金属が合併し、新日鐵住金が発足する。2014年4月1日には、八幡製鉄所に旧住金の小倉製鉄所を統合した。

#### 年表
官営時代
- 1896年（明治29年）3月28日 - 帝国議会第九議会が製鉄所の創立を決定。
- 1897年（明治30年）2月6日 - 製鉄所を八幡村に設置すると決定。
- 1897年（明治30年）6月1日 - 八幡村に官営製鐵所を開庁。
- 1901年（明治34年）2月5日 - 東田第一高炉火入れ。5月に製鋼工場、6月に中形工場・小形工場（いずれも条鋼用を圧延する工場）・鋼板工場、11月に軌条工場が操業を開始。
- 1901年（明治34年）11月18日 - 作業開始式を挙行。伏見宮貞愛親王、平田東助農商務大臣が出席。
- 1902年（明治35年）7月 - 東田第一高炉・転炉休止。
- 1904年（明治37年）4月 - 大形工場（大形の条鋼を圧延）が操業開始。
- 1904年（明治37年）4月6日 - 東田第一高炉第二次火入れ。17日間で休止。
- 1904年（明治37年）7月23日 - 東田第一高炉第三次火入れ。
- 1905年（明治38年）2月25日 - 東田第二高炉火入れ。
- 1905年（明治38年）12月 - 厚板工場が操業を開始。
- 1907年（明治40年）1月 - 線材工場が操業を開始。
- 1909年（明治42年）10月 - 東田第三高炉火入れ。
- 1912年（大正元年） - 中空ロール機導入（イリス商会による）。
- 1913年（大正2年） - セメント製造開始（日鉄住金高炉セメントの起源）。
- 1914年（大正3年）4月 - 東田第四高炉火入れ。
- 1917年（大正6年） - 電気炉を新設。
- 1917年（大正6年）9月30日 - 九州製鋼株式会社設立。
- 1917年（大正6年）11月1日 - 東洋製鐵株式会社設立。
- 1918年（大正7年）12月 - 東田第五高炉火入れ。
- 1919年（大正8年）5月12日 - 東洋製鐵で高炉火入れ（後の戸畑第二高炉）。
- 1921年（大正10年）4月 - 東田第六高炉火入れ。
- 1921年（大正10年）4月16日 - 官営製鉄所が東洋製鐵の工場を借入れ。
- 1922年（大正11年）10月 - ブリキ（当時は熱漬ブリキ）の製造を開始。
- 1924年（大正13年）11月 - 戸畑作業所で2基目の高炉に火入れ（後の戸畑第一高炉）
- 1928年（昭和3年）11月7日 - 九州製鋼の製鋼工場（通称西八幡工場）が操業開始を開始、同時に官営製鉄所が借入れ。月内に厚板工場が操業開始。
- 1929年（昭和4年）1月 - 九州製鋼の大形工場が操業開始。
- 1930年（昭和5年）2月 - 専用鉄道（炭滓線、現・くろがね線）運転開始。
- 1930年（昭和5年）6月17日 - 洞岡第一高炉火入れ。
- 1933年（昭和8年）10月11日 - 洞岡第二高炉火入れ。

日本製鐵時代
- 1934年（昭和9年）1月29日 - 官営製鐵所や九州製鋼などが合同し、日本製鐵（日鉄）発足。日鉄八幡製鐵所となる。2月1日より正式に営業開始。
- 1934年（昭和9年）3月31日 - 東洋製鐵が日鉄に設備を出資、戸畑作業所が発足。
- 1936年（昭和11年）10月 - 珪素鋼工場が操業を開始、電磁鋼板の製造を開始。
- 1937年（昭和12年）2月15日 - 洞岡第三高炉火入れ。
- 1938年（昭和13年） - 洞岡第五コークス炉作業開始。
- 1938年（昭和13年）4月27日 - 洞岡第四高炉火入れ。高炉が最大値の12基に。
- 1940年（昭和15年）9月 - 日本初のストリップ・ミル（連続圧延機）を戸畑地区に新設し、熱延鋼帯の製造を開始。翌年冷延鋼帯の製造も開始。
- 1944年（昭和19年）6月16日 - アメリカの爆撃機B-29が八幡製鐵所を爆撃（八幡空襲）。以降、八幡製鐵所は計3回の爆撃を受ける。
- 1945年（昭和20年）10月20日 - 戸畑第二高炉休止。同年8月8日の第一高炉休止とあわせ、戸畑作業所の高炉はすべて停止した。
- 1946年（昭和21年）4月19日 - 洞岡第四高炉休止。石炭生産が極度に悪化したため、東田第二・第四・洞岡第二の3高炉のみが操業を継続する状態となった。
- 1947年（昭和22年）5月30日 - 石炭事情の改善に伴い、東田第三高炉再火入れ。以降順次高炉が再開し、日鉄解体直前の時点では東田第一・第三・第五・洞岡第一・第四の5基が稼動していた。

八幡製鐵時代
- 1950年（昭和25年）4月1日 - 財閥解体により日鉄が解体され、八幡製鐵が発足。同社八幡製鉄所となる。
- 1953年（昭和28年）5月23日 - 戸畑地区に溶融亜鉛めっきラインを新設。
- 1953年（昭和28年）12月16日 - 戸畑地区に電気亜鉛めっきラインを新設。
- 1955年（昭和30年）5月14日 - 戸畑地区に電気ブリキラインを新設。
- 1956年（昭和31年）4月30日 - 光製鉄所の新設に伴い、線材工場を廃止。
- 1956年（昭和31年）10月1日 - 化学・セメント部門が八幡化学工業（現・日鉄ケミカル&マテリアル）として独立。炉材工場を黒崎窯業（現・黒崎播磨）へ移管。
- 1957年（昭和32年）6月29日 - 旧・九州製鋼厚板工場の場所に厚板工場（現・NSSC八幡製造所）を新設。
- 1957年（昭和32年）9月17日 - 八幡地区に転炉を再新設。
- 1958年（昭和33年）9月1日 - 戸畑地区を管轄する組織として戸畑製造所を設置。
- 1958年（昭和33年）10月1日 - ステンレス鋼の製鋼を開始。
- 1959年（昭和34年）9月1日 - 戸畑第一高炉火入れ。9月10日に戸畑製造所製鋼工場が操業開始し、銑鋼一貫体制を確立。
- 1960年（昭和35年）1月 - 日本特殊鋼管（後の八幡鋼管）がスパイラル鋼管工場を新設。
- 1960年（昭和35年）10月12日 - 戸畑第二高炉火入れ。
- 1962年（昭和37年）3月22日 - 戸畑第三高炉火入れ。
- 1962年（昭和37年）5月31日 - 東田第三高炉操業終了。
- 1964年（昭和39年）12月1日 - 八幡地区を管轄する組織として八幡製造所を設置。
- 1965年（昭和40年）12月25日 - 東田第四高炉操業終了。
- 1966年（昭和41年）4月 - ティンフリースチールの製造を開始。
- 1967年（昭和42年）4月13日 - 八幡製造所に連続鋳造設備を新設。
- 1968年（昭和43年）4月1日 - 八幡製鐵が八幡鋼管を合併。
- 1968年（昭和43年）10月31日 - 東田第五高炉操業終了。
- 1970年（昭和45年）3月30日 - 独占禁止法違反回避（新日本製鐵#発足の経緯参照）のため、鋳物用銑鉄専用の東田第六高炉を神戸製鋼所に譲渡。

新日本製鐵時代
- 1970年（昭和45年）3月31日 - 八幡製鐵と富士製鐵が合併し、新日本製鐵（新日鐵）発足。同社八幡製鉄所となる。
- 1970年（昭和45年）5月30日 - 平炉がすべて停止。以降製鋼作業は転炉または電気炉に集約された。
- 1970年（昭和45年）6月23日 - 戸畑製造所に連続鋳造設備を新設。
- 1971年（昭和46年） - 中形工場・小形工場休止。
- 1971年（昭和46年）6月1日 - 八幡製造所・戸畑製造所を統合、製造所体制を廃止。
- 1972年（昭和47年） - 東田高炉廃止。
- 1972年（昭和47年）7月1日 - 戸畑第四高炉火入れ。
- 1975年（昭和50年）7月25日 - 熱漬ブリキの生産を終了。
- 1977年（昭和52年）10月1日 - 八幡地区に中径シームレス鋼管工場を新設。
- 1978年（昭和53年）7月20日 - 洞岡第四高炉操業停止で、八幡地区の高炉が消滅。
- 1979年（昭和54年）8月10日 - 八幡地区の製鋼設備をすべて休止。
- 1980年（昭和55年）2月20日 - 大形工場休止。
- 1982年（昭和57年）4月 - 新熱延工場が稼動。
- 1983年（昭和58年）4月 - 小径シームレス鋼管工場稼動。
- 1988年（昭和63年）4月 - 戸畑第四高炉操業停止、戸畑第一高炉のみが稼動する高炉一基体制に。
- 1990年（平成2年）8月 - 新冷延工場が稼動。
- 1991年（平成3年）11月 - 第三技術研究所廃止、富津市の総合技術センターに移転。
- 1993年（平成5年）4月 - 総合無災害8,729万時間を達成（鉄鋼業界世界新記録）。
- 1998年（平成10年）2月 - 戸畑第一高炉休止、戸畑第四高炉再火入れ。
- 1999年（平成11年）4月 - 電力事業 (IPP) 用の発電設備が稼動。
- 2001年（平成13年）2月20日 - 創業以来の粗鋼累計生産量が3億トンに。
- 2001年（平成13年）3月30日 - シームレス鋼管工場休止。
- 2003年（平成15年）10月1日 - ステンレス鋼厚板を製造する厚板工場を、新日鐵住金ステンレス八幡製造所として分離。
- 2004年（平成16年）4月 - 第五コークス炉炭槽から出火、炭槽375m2を全焼、死傷者なし。
- 2008年（平成20年）7月29日 - 構内の第五コークス炉付近から出火。死傷者こそ出なかったものの、大規模な火災事故となった。

小倉地区
- 1916年  (大正7年) 9月19日 - 東京製綱株式会社小倉製鋼所が一部竣工、平炉1基稼働を開始
- 1918年（大正9年）10月21日 - 東京製綱臨時株主総会開催、小倉製鋼所を浅野総一郎に譲渡することを決議
- 1918年（大正9年）12月7日 - 浅野総一郎により株式会社浅野小倉製鋼所が設立される。
- 1936年  (昭和11年） - 小倉製鋼株式会社に社名変更。
- 1944年  (昭和19年） - 親会社との合併により浅野重工業株式会社に社名変更。
- 1945年（昭和20年） - 終戦による財閥解体と再編で小倉製鋼株式会社に社名変更。
- 1953年（昭和28年）7月15日 - 小倉製鋼が住友金属工業（住金）と合併し、同社小倉製鉄所が発足。なお、住金はこの合併により、高炉技術を獲得した（当時、同社は高炉を所有していなかった）。
- 2000年（平成12年）4月1日 - 産業再生法を適用し、住金から株式会社住友金属小倉として再分離・発足。
- 2002年（平成14年） - 新高炉火入れ。
- 2012年（平成24年）元日 - 再度、住金に吸収され、同社の小倉製鉄所に戻る。これにより、再分離で取り外された正面玄関の看板が僅か9か月限定ながら復活した。

新日鐵住金時代
- 2012年（平成24年）10月 - 新日本製鐵と住友金属工業が合併し、八幡地区は、新日鐵住金八幡製鉄所となる。小倉地区は新日鐵住金小倉製鉄所となる
- 2014年（平成26年）4月1日 - 小倉製鉄所を統合し、八幡製鉄所・小倉地区とする。

日本製鉄時代
- 2019年（平成31年）4月 - 新日鐵住金が日本製鉄に商号変更に伴い、日本製鉄八幡製鉄所となる。
- 2020年（令和2年）4月 - 日本製鉄九州製鉄所八幡地区となった。
- 2025年（令和7年）4月 - 日鉄ステンレスの吸収合併に伴い、同社の八幡製造所を編入。また光チタン部は日鉄ステンレス山口製造所と統合され山口製鉄所として独立。

### 八幡地区遊休地の整備
主力生産拠点の君津移管や戸畑地区への集約、第三技術研究所の富津移転等により八幡地区（東田地区）では広大な土地が遊休地となったが、その有効活用として1990年（平成2年）にはテーマパーク・スペースワールドが開園したのをはじめ、1994年（平成6年）には旧本事務所跡に北九州八幡ロイヤルホテル（2022年9月閉館）が開業したほか、北九州市・新日鉄都市開発と共に「八幡東田総合開発」事業が進められ、1999年（平成11年）には製鐵所敷地を迂回していた鹿児島本線を移設し距離短縮とカーブ解消が図られた。同時にスペースワールド駅も開業している。
東田第一高炉は保存され、周辺は2001年の北九州博覧祭2001開催時に溶鉱炉を見学可能にするため整備され、一時話題になった。現在では高炉のほか転炉、専用鉄道で使用していた電気機関車・銑鉄輸送用貨車（トーピードカー）などが保存展示されている。
東田地区には市立いのちのたび博物館やイオンモール八幡東・北九州イノベーションギャラリー・ベスト電器八幡東本店などが建設されている。
また、八幡東区平野地区にあった平野社宅跡地の大半は九州国際大学に売却され、現在は大学キャンパスとなっている。

### 関係会社
- 日鉄精圧品
- 日鉄精鋼
- 大信線材

### 八幡地区（光チタン）
1955年（昭和30年）に八幡製鐵の光製鐵所として発足したのがこの工場の始まりである。当初は線材専門の工場であったが、順次電縫鋼管、熱間押出法による異形形鋼・継目無（シームレス）鋼管、ステンレス鋼材と生産品種を拡大した。1970年（昭和45年）に八幡製鐵・富士製鐵の合併により新日鉄が発足すると、同社の光製鐵所となった。その後もチタン圧延材、金属箔などの生産を始めた。2003年（平成15年）、新日鉄からステンレス部門が分離されて新日鐵住金ステンレス（現・日鉄ステンレス）が発足した際、それにあわせて、光製鐵所は新日鉄に残った「光鋼管部」とNSSCに移管された「光製造所」に分割された。2006年（平成18年）にはさらに金属箔部門が新日鉄から新日鉄マテリアルズに分離されている。2011年（平成23年）4月には光鋼管部は大分製鐵所に統合、名称を「光鋼管工場」とした。2014年（平成26年）にはチタン関係をチタン事業部傘下の各種のチタン製品の製造を行う「光チタン部」とした。従業員数は12人（2019年3月31日時点）。
2020年（令和2年）4月、日本製鉄の組織統合により、九州製鉄所の一部の八幡地区（光チタン）となった。2025年（令和7年）4月、吸収合併した日鉄ステンレスの山口製造所と組織統合され日本製鉄山口製鉄所の一部門となった。

## 大分地区
大分臨海工業地帯の3・4号地に位置し、大分港に面する。敷地面積は約718万m2。2013年度（平成25年度）の年間粗鋼生産量は1,025万3,900トンとなり、操業開始から初めて1,000万トンを超えた。これは日本製鉄の製鉄所の中で最大で、日本国内の年間粗鋼生産量の約1割に当たる。
なお、2011年（平成23年）4月1日には、山口県光市にある当時の新日本製鐵鋼管事業部光鋼管部（旧・新日本製鐵光製鐵所の鋼管部門）が大分製鐵所に統合されて、大分製鐵所光鋼管工場となっている。
従業員数は2,011人（2019年3月31日時点）。

### 設備と製品
銑鋼一貫製鉄所の核となる高炉は合計2基ある。いずれも5,775m3の炉内容積を有し、グループ内で最大で、世界でも最大級である。高炉で生産された銑鉄を製鋼する転炉は3基。転炉からの鋼を鋼片に鋳造する連続鋳造設備も3基ある。
鋼板の製造設備は、厚板（厚鋼板）用と熱延鋼板（薄鋼板の一種）用のものが1つずつある。厚板は船舶などの大型構造物に、熱延鋼板は自動車部品などに使用される。ただし、熱延鋼板を加工する設備（例えば、冷延設備やめっき設備）は存在しない。
鉄鋼関連の設備ではないが、日本製鉄の独立発電事業 (IPP) 用の火力発電所を有し、九州電力へ発電した電力を供給している。また、黒崎播磨大分マッド工場や大分共同火力といった日本製鉄グループ企業の工場も製鉄所構内に設置されている。

### 沿革
大分製鉄所の誘致は、実質、永野重雄富士製鐵社長と木下郁大分県知事の人間的信頼関係と、意欲の同調的結合によって成し得たものであるとの評論がある。八幡製鐵・富士製鐵の合併による新日本製鐵（新日鉄）発足の翌年にあたる1971年（昭和46年）に完成、操業を開始した。旧・新日鉄が保有する製鉄所の中では、最も歴史が新しい。
- 1969年（昭和44年）12月5日 - 富士製鐵により起工。
- 1970年（昭和45年）3月31日 - 新日鉄発足。
- 1971年（昭和46年）6月1日 - 新日鉄大分製鐵所として発足。
- 1971年（昭和46年）11月 - 連続熱延工場稼動。
- 1972年（昭和47年）4月19日 - 第1高炉火入れ (4,884m3)。銑鋼一貫体制確立。
- 1976年（昭和51年）10月 - 第2高炉火入れ。
- 1977年（昭和52年）1月 - 厚板工場稼働。
- 2002年（平成14年）4月 - 電力卸供給事業開始。
- 2004年（平成16年）5月 - 第2高炉改修・火入れ（5,775m3、世界最大の高炉に）。
- 2006年（平成18年） - 第5コークス炉新設着工（世界初「SCOPE式」採用）。
- 2009年（平成21年）8月 - 第1高炉改修・火入れ （5,775m3)。
- 2011年（平成23年）4月1日 - 新日本製鐵鋼管事業部光鋼管部が大分製鐵所に統合され、大分製鐵所光鋼管工場となる。
- 2012年（平成24年）10月1日 - 新日鐵住金が発足。新日鐵住金大分製鐵所となる。
- 2019年（平成31年）：新日鐵住金が日本製鉄へ商号変更したことに伴い、「日本製鉄大分製鉄所」となる。

（光地区）
- 1955年（昭和30年）5月18日 - 八幡製鐵の「光製鐵所」として発足。月内に線材圧延設備が稼動開始。
- 1958年（昭和30年）8月25日 - 日本特殊鋼管（のちの八幡鋼管）が構内に電縫鋼管製造設備を新設。
- 1959年（昭和34年）9月7日 - ユージンセジュルネ式熱間押出設備を新設。
- 1960年（昭和35年）2月1日 - 電気炉を新設。
- 1964年（昭和39年）1月 - ステンレス鋼板の冷延圧延設備を新設。
- 1968年（昭和43年）4月1日 - 八幡製鐵が八幡鋼管を吸収合併。
- 1970年（昭和45年）3月31日 - 新日鉄発足、同社の光製鐵所となる。
- 2003年（平成15年）10月1日 - ステンレス部門を新日鐵住金ステンレスとして分離。新日鉄「光鋼管部」、新日鐵住金ステンレス光製造所発足。
- 2006年（平成18年）7月1日 - 新日鉄新素材事業部金属箔部門を新日鉄マテリアルズとして分離。
- 2011年（平成23年）4月1日 - 鋼管事業部光鋼管部が大分製鐵所に統合され、大分製鐵所「光鋼管工場」に改称[19]。
- 2020年（令和2年）4月 - 日本製鉄九州製鉄所大分地区となった。